# Les Chiens
Les Chiens is een Franse film van Alain Jessua die werd uitgebracht in 1979.

## Verhaal
Dokter Henri Ferret heeft zich net gevestigd in een gemeente in de omgeving van Parijs. De gemeente gaat door een periode van geweld, wat veel onrust veroorzaakt. In zijn dokterspraktijk krijgt Ferret verscheidene mensen over de vloer die ernstige bijtwonden vertonen. Ferret komt erachter dat die wonden veroorzaakt zijn door de waakhonden die heel wat inwoners aangekocht hebben om zich te beveiligen tegen aanrandingen. Die honden worden in een kennel afgericht door een zekere Morel. De honden verworden al snel tot ongeleide projectielen die de veiligheid evenzeer bedreigen als het geweld.

## Rolverdeling
| Acteur           | Personage               |
| ---------------- | ----------------------- |
| Gérard Depardieu | Morel                   |
| Victor Lanoux    | dokter Henri Ferret     |
| Nicole Calfan    | Élisabeth               |
| Pierre Vernier   | Gauthier                |
| Fanny Ardant     | de verpleegster         |
| Philippe Klébert | Franck                  |
| Gérard Séty      | de burgemeester         |
| Philippe Mareuil | Beauchamp               |
| Henri Labussière | Montagnac, de apotheker |
| Anna Gaylor      | mevrouw Colin           |
| Gérard Caillaud  | de commissaris          |